# Berja (Gerichtsbezirk)
Der Gerichtsbezirk Berja ist einer der acht Gerichtsbezirke in der Provinz Almería.
Der Bezirk umfasst 9 Gemeinden auf einer Fläche von 783,71 km² mit dem Hauptquartier in Berja.

## Gemeinden
| Gemeinde             | Einwohner (2024) | Fläche km² | Dichte Einw./km² | Cod INE | Postleitzahl |
| -------------------- | ---------------- | ---------- | ---------------- | ------- | ------------ |
| Adra                 | 25.515           | 90,05      | 283              | 04003   | 04770        |
| Alcolea              | 829              | 67,52      | 12               | 04007   | 04480, 04768 |
| Balanegra            | 3.016            | 31,58      | 96               | 04904   | 04713        |
| Bayárcal             | 296              | 38,02      | 8                | 04020   | 04479        |
| Berja                | 12.939           | 185,66     | 70               | 04029   | 04760        |
| Dalías               | 4.169            | 141,43     | 29               | 04038   | 04750        |
| Fondón               | 1.133            | 91,16      | 12               | 04046   | 04460        |
| Laujar de Andarax    | 1.658            | 92,81      | 18               | 04057   | 04470        |
| Paterna del Río      | 396              | 45,48      | 9                | 04073   | 04479        |
| Gerichtsbezirk Berja | 49.951           | 783,71     | 64               | –       | –            |